# Sotenäs kommun
58°21′58″N 11°16′43″Ø / 58.36611°N 11.27861°Ø
Sotenäs kommune ligger i det svenske län Västra Götaland, i landskapet Bohuslän. Kommunens administrationscenter ligger i byen Kungshamn.
I 1900-tallet var kommunen et vigtigt centrum for den bohuslänske granitudvinding, hvilket har efterladt spor i landskabet, f.eks. på Malmön.
Eller har fiskeri været et vigtigt erhverv, og på øen Smögen ligger stadig en af Vestsveriges vigtigste fiskerihavne.
Om sommeren er området et meget søgt turistområde både for sejlende og bilister.

## Geografi
Geografisk er kommunen en halvø, Sotenäset, som mod vest og syd grænser til Skagerrak, mod nord til Bottnefjorden og mod øst til Åbyfjorden.
Mod nord grænser kommunen også til Tanums kommun, mod øst til Munkedals kommun og mod sydøst til Lysekils kommun.
Selv om skovtilvæksten er tiltaget i den senere del af 1900-tallet er store områder mod vest bar klippe, bestående af den karakteristiske rosafarvede bohusgranit. I sprækkedalene findes løvskov dyrket mark.
Længst mod vest ligger halvøen Ramsvikslandet, som blev adskilt fra fra fastlandet da man i 1931-1935 anlagde Sotekanalen.

### Byer
Sotenäs kommune har fem byer.
Indbyggere pr. 31. december 2005.
| #  | By            | Indbyggere |
| -- | ------------- | ---------- |
| 1. | Kungshamn     | 2.871      |
| 2. | Hunnebostrand | 1.801      |
| 3. | Smögen        | 1.437      |
| 4. | Väjern        | 659        |
| 5. | Bovallstrand  | 476        |